# Felipe Carrillo Puerto (Quintana Roo)
Felipe Carrillo Puerto é um município do estado do Quintana Roo, no México. A população do município calculada no censo 2005 era de 65.373 habitantes.